# Glotální souhláska
Glotála, též hlasivková souhláska, je zvuk, který je při řeči tvořen v hlasivkové štěrbině (lat. glottis = hlasivky). Vzhledem k tomu, že hlasivky se nacházejí v hrtanu (lat. larynx), nazývají se tyto souhlásky též hrtanové (laryngální).
Glotální souhlásky v češtině jsou h a ráz.